# Lício Mauro da Silveira
Lício Mauro da Silveira (Joinville, 27 de março de 1943 — Curitiba, 15 de outubro de 2010) foi um engenheiro e político brasileiro, filiado ao Partido Progressista (PP).

## Carreira política
Foi deputado à Assembleia Legislativa de Santa Catarina na 13ª legislatura (1995 — 1999), na 14ª legislatura (1999 — 2003) e na 15ª legislatura (2003 — 2007). Eleito suplente em 2007, retornou ao cargo em 2009 com a eleição de Jandir Bellini como prefeito de Itajaí.

## Morte
Morreu na noite 15 de outubro de 2010, em Curitiba, em decorrência de um infarto fulminante. Foi velado no Plenário da Assembleia Legislativa de Santa Catarina e sepultado no Cemitério Jardim da Paz, em Florianópolis.